# 增埗
增埗（广州话拼音：zang1 bou6），是广州的一条老村，地处西关平原北边，旧时为南海縣金利司恩洲堡，现属于中华人民共和国广东省广州市荔湾区西村街道。这个村位于增埗河邊，南連沙貝海，北接鵝掌坦。世居村民姓蔡、張、梁，清代初期修建了思謙蔡公祠。

## 村名
这个村的西邊有河流經过，舊時掛着罾網的漁船停靠在埗頭，就叫“罾埗”。後來寫成“繒埗”及“增埗”。现在也有簡寫成“增步”。

## 历史
这个地方原来是台地。漢朝陸賈在增埗河邊的舊埗頭岸上修建坭城。宋朝时为陶瓷工業區。明清時期，增埗村屬南海縣金利司恩洲堡。明朝初期，西場蔡氏觀瀾公定居增埗，蔡氏家族在日後逐渐壮大。清朝，村民修建思謙蔡公祠及曹主娘娘廟。去到民國時期，屬廣州市南岸區，變成近代工業及近代新式學校聚集地。
1950年4月，屬廣州市南岸區增埗農會；同年6月，南岸區改为西區。1951年9月，屬廣州市西村區西增街。1952年9月，改屬西區。1955年5月，屬廣州市西區西增街道。1958年，撤街，屬廣州市西區西村街道。1960，西區改名荔灣區，屬荔灣區西村人民公社管理委員會。1961年8月，復街，屬廣州市荔灣區西村街道辦事處。1968年4月，屬荔灣區西村革命委員會。1980年9月，撤會復街，屬荔灣區西村街道，延续至今。增埗旧时还属于西郊人民公社（1987年改为西郊行政村），經濟生產由西郊村管理。2002年，廣州市城中村改革，將行政村改成公司，西郊村由基層行政組織轉制成純經濟組織，增埗正式脱离西郊村。

## 邻近车站
- 广州地铁8号线：鹅掌坦站
- 广州地铁5号线、8号线：西村站